# Little Miss No-Account
Little Miss No-Account er en amerikansk stumfilm fra 1918 af William P. S. Earle.

## Medvirkende
- Gladys Leslie - Patty Baring
- Frank O'Connor - Edwin Sayer
- William Calhoun - Josiah Wheeler
- Eulalie Jensen - Ann Wheeler-Ballinger
- Wes Jenkins as Stebbins